# Oncocnemis obscurata
Oncocnemis obscurata är en fjärilsart som beskrevs av Barnes och Mcdunnough 1912. Oncocnemis obscurata ingår i släktet Oncocnemis och familjen nattflyn. Inga underarter finns listade i Catalogue of Life.